# Trichodes octopunctatus
Espèce
Trichodes octopunctatus est une espèce d'insectes coléoptères de la famille des Cleridae.

## Description
Longueur : entre 9 et 18 mm. Les élytres n'ont pas de fascies transverses et ont chacun quatre taches noires disposées en 1-2-1, l'apicale pouvant manquer.

## Répartition
On le trouve dans le Sud de la France dans les lieux secs où il est peu commun.
On le trouve aussi en Italie et en Espagne.